# Friedrich Pöting
Friedrich Pöting (* 23. Januar 1921 in Dortmund; † 12. Januar 1998 in Bremerhaven) war ein deutscher Beamter und Politiker (SPD) und Mitglied der Bremischen Bürgerschaft.

## Biografie

### Ausbildung und Beruf
Pöting erwarb die Mittlere Reife an einer Höheren Schule, machte eine Lehre bei der Ruhrknappschaft und absolvierte die Ausbildung für den gehobenen öffentlichen Dienst. Er war u. a. als Verwaltungsoberamtmann tätig sowie als Angestellter in der AOK Bremerhaven, einer Körperschaft des öffentlichen Rechts, bei der er nach seinem Wehrdienst (1940 bis 1945) ab 1945 tätig war, unter anderem als Leiter der Rechts- und Ersatzleistungsabteilung.

### Politik
Pöting war Mitglied der SPD in Bremerhaven.  
Er war von 1967 bis 1987 für die SPD 20 Jahre lang Mitglied der Bremischen Bürgerschaft und in verschiedenen Deputationen und Ausschüssen der Bürgerschaft tätig. Von 1979 bis 1987 war er Schriftführer in der Bürgerschaft.

### Privates
Friedrich Pötting war evangelisch, verheiratet, lebte in Bremerhaven und hatte fünf Kinder.